# Fiona Apple
Fiona Apple  (Nueva York, 13 de septiembre de 1977) es una cantante, compositora y pianista estadounidense. Ha sido nominada once veces a los Premios Grammy y ganado tres veces.
Hija del actor Brandon Maggart, Apple nació en la ciudad de Nueva York y, tras haber sido entrenada en piano cuando era niña, comenzó a componer sus propias canciones cuando tenía ocho años. Su álbum debut, Tidal (1996), recibió un Premio Grammy a la mejor interpretación femenina de rock vocal por el sencillo «Criminal.» Apple siguió su carrera musical con su segundo disco, When the Pawn... (1999), producido por Jon Brion, el cual también fue críticamente aclamado y certificado platino.
Para su tercer álbum, Extraordinary Machine (2005), Apple nuevamente colaboró con Jon Brion y comenzó a grabar el álbum en 2002. Sin embargo, según informes, Apple no estaba contenta con la producción y optó por no lanzar el disco, lo que llevó a sus fanáticos a especular y a protestar hacia la discográfica de la cantante, Epic Records, creyendo erróneamente que la discográfica estaba reteniendo su lanzamiento. El álbum fue finalmente re-producido sin Brion y lanzado en octubre de 2005, siendo certificado oro y nominado para un Premio Grammy al mejor álbum vocal pop tiempo después. En 2012 Apple lanzó su cuarto disco, The Idler Wheel..., el cual recibió elogios por parte de la crítica y fue seguido por una gira por los Estados Unidos, siendo también nominado al Premio Grammy al mejor álbum de música alternativa en 2013. El quinto álbum de estudio de Apple, Fetch the Bolt Cutters, fue lanzado en 2020 y recibió una aclamación universal de la crítica, llegando inclusive a recibir una puntuación perfecta por la revista digital Pitchfork y dos Grammy.
Apple ha vendido más de 15 millones de álbumes y sencillos en todo el mundo y recibido numerosos premios y nominaciones, entre los que se incluyen tres premios Grammy, 2 MTV Video Music Awards y un Premio Billboard Music.

## Biografía

### 1977-1995: infancia y principios de su carrera
Fiona Apple McAfee-Maggart nació el 13 de septiembre de 1977 en la ciudad de Nueva York, Estados Unidos. Es hija de la cantante Diane McAfee y del actor Brandon Maggart. Su hermana mayor, Amber, trabaja en un cabaret bajo el nombre de Maude Maggart, su medio hermano Ed Westwick es actor de los 2000. Se encargó de dirigir el videoclip de su canción, Parting gift. Su hermano Garett Maggart trabaja en la serie The Sentinel. Además, su abuela materna fue Millicent Green, una bailarina que trabajaba en George White's scandals, una serie de revistas musicales similares a Zeigfield follies, y John McAfee, un multi editor y vocalistas de los tiempos de las Big bands; sus abuelos se conocieron en una gira con Johnny Hamp y su Orquestra.
Tuvo una infancia difícil por un trastorno obsesivo-compulsivo y por tendencias antisociales. Después de afirmar a los 11 años que iba a matar a su hermana y a suicidarse, los padres de Apple decidieron que tenía que ser tratada con psicoterapia. Al año siguiente, con 12 años, fue violada por un extraño volviendo del colegio hacia su casa. Más tarde aludiría a este hecho en sus canciones «Sullen girl» y «The child is gone» de su primer álbum.
Sus opiniones sobre la sordidez del mundo de la música y la aceptación de los premios que éste le brinda han sido bastante criticadas.
Es vegana y colabora con la organización PETA (Personas por el Trato Ético de los Animales). En 1997, sus opiniones en contra del pavo de día de Acción de Gracias fueron bastante controvertidas.
Apple entró en la industria musical en 1994, Le dio una cinta con unas demos de 3 canciones - 1 de 77 - que tenía grabadas Never is a promise, Not one of those times, and He takes a taxi a la niñera de la publicista de música Kathryn Schenker. Schenker pasó la cinta al ejecutivo de la compañía Sony Music Andy Slater. La voz de contralto de Fiona Apple,  la habilidad para tocar el piano y las letras captaron su atención.

### 1995-1998:Tidal
En 1996, el álbum debut de Fiona Apple, Tidal, fue publicado en Epic Records, una empresa subsidiaria de Sony. El álbum vendió 2.7 millones de copias y fue certificado tres veces disco de platino en USA.
Criminal, el tercer sencillo, llevó a Apple a lo más alto. La canción alcanzó el Top 40 en el Billboard Hot 100, mientras que el controvertido Mark Romanek - dirigió el vídeo musical —donde una raquítica Apple estaba en una casa caravana ambientada en los 70's—, muy popular en la MTV. Apple más tarde diría: «Decidí que si iba a ser explotada, me explotaría yo misma».
Otros sencillos de Tidal fueron «Shadow boxer», «Sleep to dream» y «Never is a promise». Su imagen pública era impetuosa. Sobre todo, cuando aceptando el premio al Mejor Vídeo por la MTV por un nuevo artista debido a «Sleep to dream», proclamó: «Este mundo — refiriéndose a la industria musical — es una mierda, y no deberían modelar sus vidas con lo que ustedes o nosotros pensamos que está genial, o por la ropa que vestimos o las cosas que decimos» refiriéndose a la industria de la música comercial. El anfitrión Chris Rock comentaría después en su discurso durante el programa que «esta Fiona Apple estaba loca, ¿eh Fiona X? - refiriéndose a Malcolm X - estaba aquí». Aunque sus comentarios fueron recibidos con silbidos y aplausos en la ceremonia de los premios, los medios de comunicación la vetaron inmediatamente.
Sin embargo, Apple no se disculpó: «Tenía una idea en la cabeza y solo la dije. Y eso es realmente el Leit motiv de toda mi carrera y mi vida entera. Cuando tenga algo que decir, lo diré». El comediante Denis Leary incluyó una sátira del discurso en su álbum Lock 'n load, titulada A reading from the book of Apple. Janeane Garofalo parodió a Apple por el hecho de que su vídeo Criminal parecía reforzar la misma fijación en el peso y la apariencia que Apple condenaba. Apple contestó a estas críticas en un artículo en Rolling Stone en enero de 1998.
Durante este periodo, Apple contribuyó con versiones de The Beatles Across the universe y Please send me someone to love de Percy Mayfield para la banda sonora de la película Pleasantville.

### 1999-2001:When the Pawn...
El segundo álbum de estudio de Apple. When the Pawn..., fue lanzado en 1999. Su título completo es: 

When the Pawn Hits the Conflicts He Thinks like a King What He Knows Throws the Blows When He Goes to the Fight and He'll Win the Whole Thing Fore He Enters the Ring There's No Body to Batter When Your Mind Is Your Might So When You Go Solo, You Hold Your Own Hand and Remember That Depth Is the Greatest of Heights and If You Know Where You Stand, Then You'll Know Where to Land and If You Fall It Won't Matter, Cuz You Know That You're Right.
Fiona Apple, When the pawn... álbum

 El título es un poema que escribió Fiona Apple después de leer cartas que aparecieron en Spin a propósito de un artículo en el que la criticaban negativamente por una polémica reciente. Este título tenía el récord, cuando fue publicado, por ser el más largo de la historia de la música. Sin embargo en el 2007 Soulwax publicó su álbum de remixes Most of the remixes, que tenía cien caracteres más que el anterior. Este fue nuevamente superado por Chumbawamba en el 2008 por el álbum The boy bands have won..., cuyo texto contiene 865 letras. Para abreviar es más conocido como When the pawn.
El álbum fue gestado durante la relación de Fiona Apple con el director de cine Paul Thomas Anderson. When the pawn... recibió críticas positivas de publicaciones como The New York Times y Rolling Stone. No funcionó  tan bien como su álbum debut aunque fue certificado por la RIIA como álbum de platino y vendió 1 millón de copias en USA. El sencillo de presentación, Fast as you can, alcanzó el top 20 en la lista Billboard Modern Rock Tracks y fue el primer top 40 de Apple en Reino Unido. Los vídeos para los dos siguientes sencillos, «Paper bag» y «Limp» — dirigidos por su novio de entonces Anderson —, recibieron muy poca emisión.
When the pawn..., que fue producido por Jon Brion, utilizó letras más expresivas, menos oscuras, experimentó más con loops de batería, e incorporó tanto al Chamberlin como a Matt Chamberlain — quien trabajara con Tori Amos — a la batería.

### 2002-2007:Extraordinary Machine
Apple cantó con Johnny Cash en una versión de Simon & Garfunkel Bridge over Troubled Water que terminó en el álbum American IV: The Man Comes Around y fue nominada para un Grammy por "Mejor colaboración vocal country". También colaboró con Cash en la canción de Cat Stevens Father and Son, que fue incluida en su colección de 2003 Unhearted.

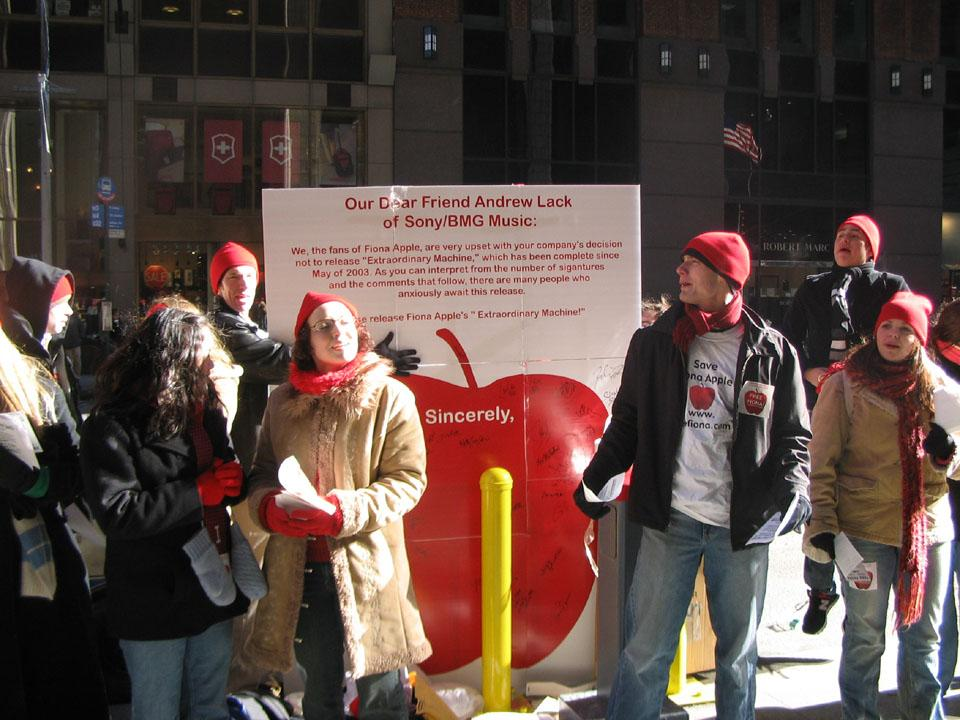
Manifestantes de Free Fiona en Nueva York en Sony BMG Music Entertainment in enero de 2005.

El tercer álbum de Fiona Apple, Extraordinary Machine, fue originalmente producido por Jon Brion. Las grabaciones empezaron a comienzos de 2002 en Ocean Way Studios en Nashville, Tennessee, pero después se movió a Paramount Mansion en Los Ángeles, El trabajo en el álbum continuó hasta 2003, y en mayo de ese año fue enviado a Sony.
En 2004 y 2005, las canciones fueron filtradas en internet en MP3 y sonaron en la radio de EE. UU. e internacional. Como consecuencia, todo el álbum en MP3 se puso en línea. Aunque una web que distribuía el álbum fue eliminada rápidamente, pronto alcanzó las redes peer-to-peer y fue descargado por los fanes. Una campaña llevada por fanes, Free Fiona, fue lanzada para que se publicara oficialmente el álbum.
Fue hecho público en abril del 2005 que Sony no estaba satisfecho con la grabación inicial del álbum, y Apple y Brion comenzaron a regrabar las canciones. Sony continuamente presentaba sus ideas sobre el proyecto, a las que Apple se resistía. Después de un largo periodo de espera, llegó a un acuerdo para regrabar el álbum con un amigo, el músico experimental y de electrónica Brian Kehew. Mike Elizondo, quien había tocado el bajo previamente en When the pawn, fue llamado de nuevo para coproducir y completar la lista de temas que habían empezado Brion y Apple. A pesar de los rumores de que el álbum causó reticencias entre Brion y Apple, tocaron regularmente juntos en Largo, una discoteca y cabaret de Los Ángeles propiedad de Jon Brion, que incluía una aparición de Elizondo en el bajo justo antes de que se produjera el anuncio oficial de un lanzamiento del álbum.
En agosto de 2005, el álbum se anunció para octubre. La producción fue largamente trabajada de nuevo por Elizondo y fue coproducida por Kehew. Spin más tarde publicaría lo siguiente: «Los fans, erróneamente, piensan que la compañía de discos de Fiona, Epic Records, rechazó la primera versión de Extraordinary machine [...] en realidad, según Elizondo, Apple estaba descontenta con el resultado final, y fue su decisión rehacer el trabajo, no de su compañía» Dos de las once canciones previas que se filtraron fueron cambiadas, nueve fueron completamente retocadas, y una nueva canción fue incluida. Según Elizondo, «Todo se rehízo desde cero». La masterización final de Extraordinary machine fue hecha por Brian Gardhner, y la versión lanzada tiene un mayor nivel de compresión que cualquier lanzamiento previo de Fiona.
Extraordinary Machine fue el álbum que llegó más alto de las listas de éxito en la carrera de Apple en USA — entrando en el número 7 — y fue nominado a un Grammy por Best Pop Vocal Album. Con el tiempo fue cetificado álbum de oro y vendió 462.000 copias en USA, aunque sus sencillos — «Parting gift», «O' sailor», «Not about love» and «Get him back» — no entraron en ninguna lista de ventas. Apple estuvo de gira para promover le álbum a finales de 2005.

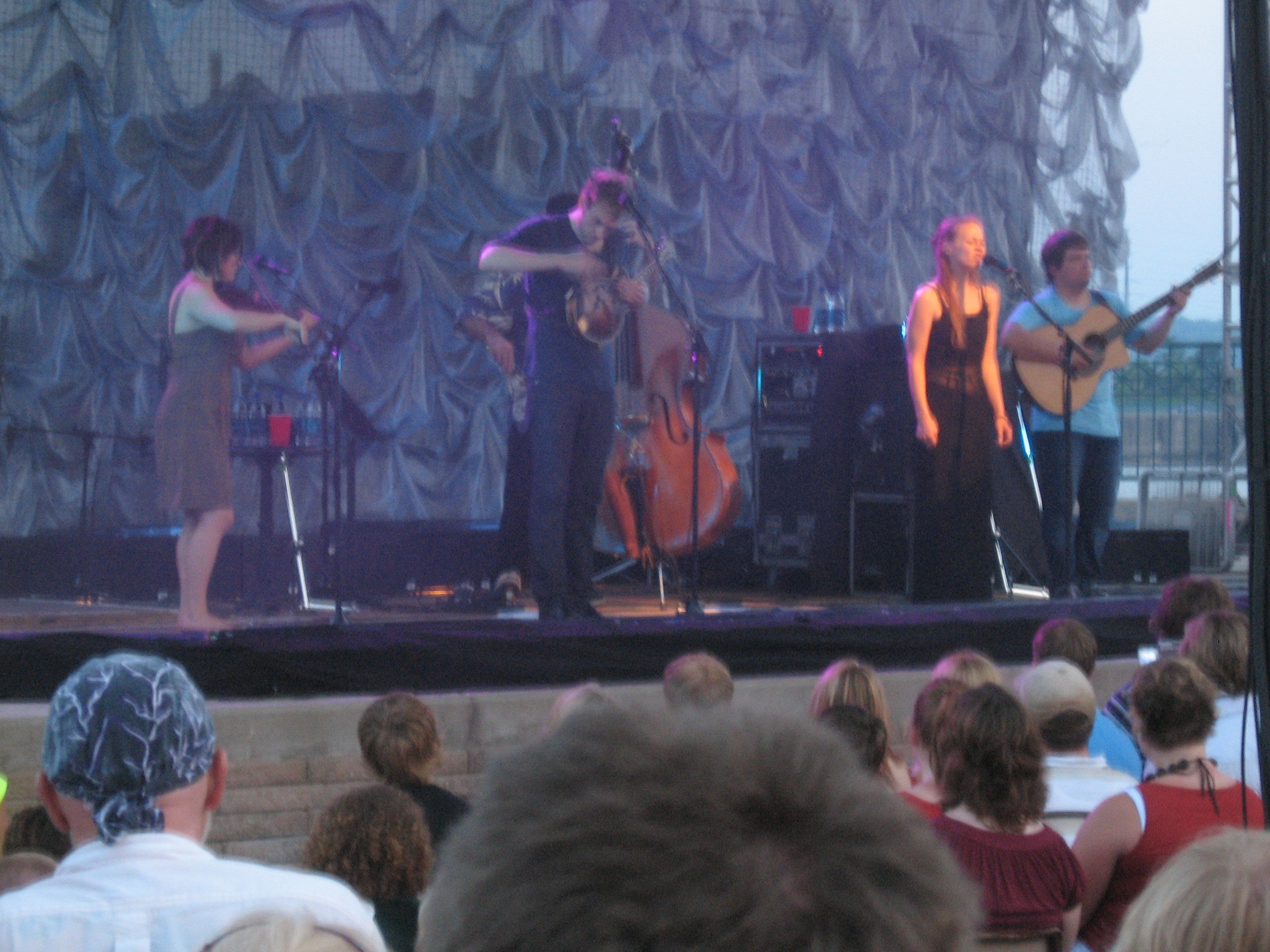
Apple de gira con Nickel Creek en el 2007.

En junio de 2006, Apple apareció en la canción humorística «Come over and get it (Up in "Dem guts")» del comediante Zach Galifianakis. Galifianakis previamente apareció en el video de «Not about love». La canción se aparta completamente del trabajo de Fiona, tanto lírica como musicalmente. Es una canción hip hop/dance en la que Fiona Apple canta líneas como «If you show me your fanny pack/I'll show you my fanny».
Apple grabó una versión de «Sally's Song» para la publicación de la edición especial del 2006 de la banda sonora de la película de Tim Burton Pesadilla antes de navidad. En mayo del mismo año tocaría en un concierto de VH1 homenajeando a Elvis Costello, Decades Rock Live, su éxito «I want you»;
su versión fue sacada posteriormente como sencillo digital.
Apple dio una gira por la Costa Este durante el mes de agosto de 2007 con Nickel Creek.
En 2008, Apple grabó un dueto titulado «Still I» con Christophe Deluy. En 2009, Apple hizo una versión de «Why try to change me now» y «I walk a little faster» para The Best Is Yet to Come - The Songs of Cy Coleman. En enero de 2010 Fiona Apple y Jon Brion tocaron juntos en «Love and Haiti, too: a music benefit's», un concierto para la gente afectada por el terremoto de Haití. Fiona cantó una versión de «(S)he's funny this way», compuesta por Neil Moret, letras de Richard Whiting, que está usualmente asociado con la cantante Billie Holiday. En junio de 2010, Fiona publicó una canción titulada «So sleepy» producida por Jon Brion escrita por los niños de la organización no gubernamental 826LA. La canción será incluida en un recopilatorio publicado por la organización titulada «Chickens in love». Apple colaboró con Margaret Cho en su álbum Cho dependent que fue publicado el 24 de agosto de 2010.

### 2011-2012:The Idler Wheel...
La revista Billboard confirmó que Fiona publicaría material inédito en la primavera del 2011. En la revista Rolling Stone se publicó la misma noticia el 16 de septiembre de 2010.
A principio del 2012 Epic Records anunció que el nuevo álbum de Fiona titulado The Idler Wheel Is Wiser Than the Driver of the Screw and Whipping Cords Will Serve You More Than Ropes Will Ever Do sería lanzado a mediados del año, el cual salió a la venta el 19 de junio del presente año, precedido por el primer y único sencillo del disco titulado 'Every Single Night', el disco fue alabado por las críticas y puesto en los primeros lugares de discos del año y época por destacadas revistas musicales. también el disco de su carrera que hasta ahora se ubica mejor en listas de charts de más de 20 países y debutando en la posición #3 del Billboard 200 con casi 80.000 copias en su primera semana. Se grabaron vídeos para el sencillo 'Every Single Night' y la última canción del álbum 'Hot Knife'.
The Idler Wheel... fue nominado a los premios Grammy 2013 en la categoría de mejor álbum alternativo.

### 2019–actualidad:Fetch the Bolt Cutters

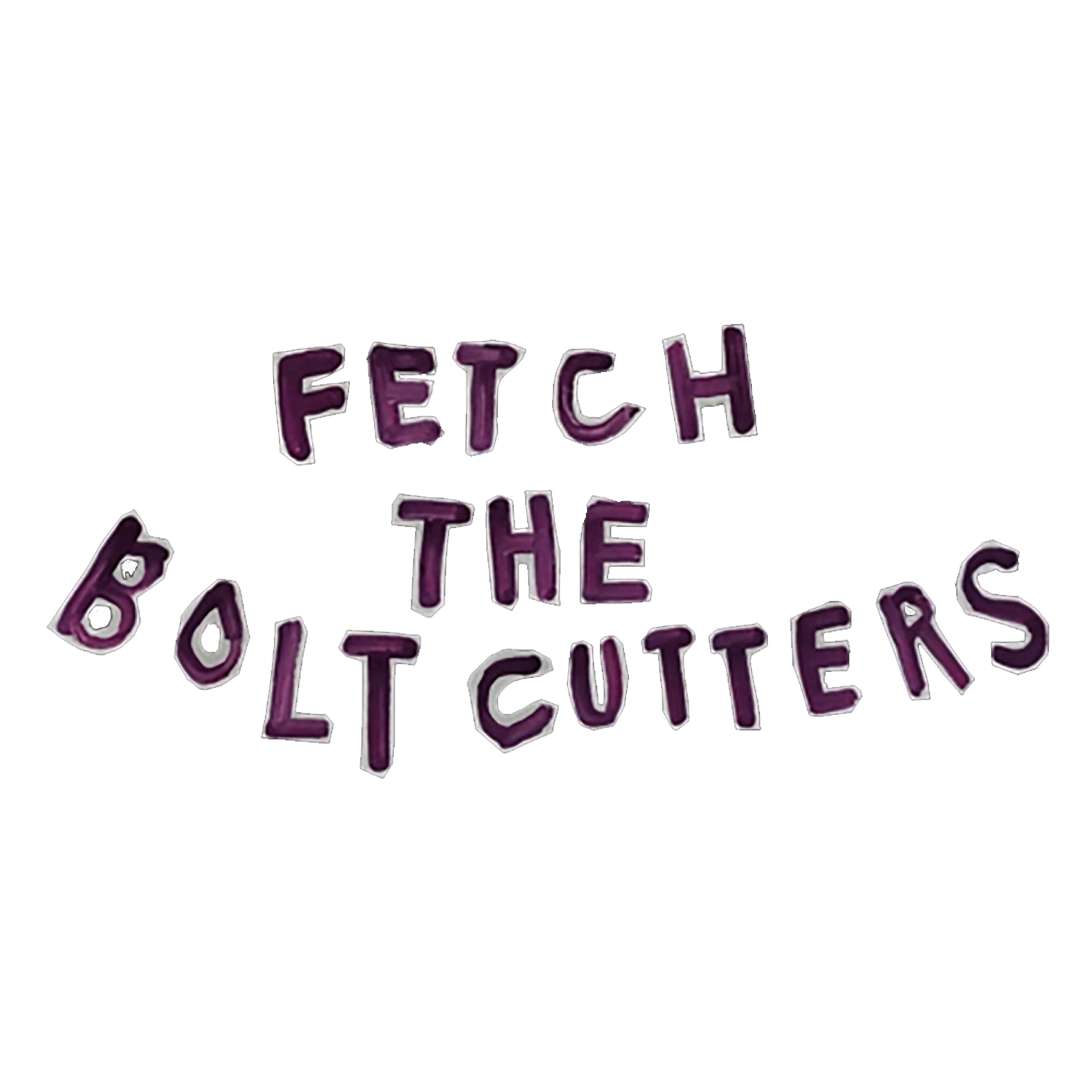
Logo de Fetch the Bolt Cutters.

En enero de 2019, Apple colaboró con King Princess en una re-versión de su canción de 1999, "I Know". Apple también fue incluida en el documental y banda sonora para Echo In The Canyon junto a Jakob Dylan haciendo covers de canciones de artistas como The Beach Boys y The Byrds. En noviembre, grabó un cover de la canción "Whole of the Moon" de la banda The Waterboys, para el final de la serie de televisión The Affair.
En marzo de 2019 la cuenta de tumblr Fiona Apple Rocks, que mantiene contacto con la cantante, publicó un video corto de Apple dando a entender que se estaban llevando a cabo grabaciones para su próximo álbum. En septiembre del mismo año en una entrevista con Vulture, Apple confirmó que el álbum ya estaba en sus etapas finales y tenía planeado lanzarlo a inicios de 2020. En marzo de 2020 Apple lanza un video en el que decía en lenguaje de señas "M-Y-R-E-C-O-R-D-I-S-D-O-N-E", (Mi álbum está terminado). En una entrevista con The New Yorker, fue anunciado que el quinto álbum de estudio de la cantante se titularía Fetch the Bolt Cutters. El álbum, que consiste de 13 canciones autoproducidas, fue finalmente lanzado de forma digital el 17 de abril de 2020. El álbum fue recibido con aclamación total de la crítica.

## Filantropía
En junio de 2019, Apple se comprometió a donar dos años de ganancias por la utilización de su canción Criminal en televisión o películas a la fundación de ayuda para inmigrantes While They Wait, que asiste refugios con necesidades básicas, tarifas de inmigración y servicios legales. En 2020, Scott Hechinger de While They Wait reveló a la revista Vulture que Apple había donado $90,000 dólares a la fundación, y que esa donación ayudaría a 15 familias.

## Discografía

### Álbumes de estudio
| Año  | Álbum                  | Sello                        |
| ---- | ---------------------- | ---------------------------- |
| 1996 | Tidal                  | Clean Slate/Columbia Records |
| 1999 | When the Pawn...       | Clean Slate/Epic Records     |
| 2005 | Extraordinary Machine  | Clean Slate/Epic Records     |
| 2012 | The Idler Wheel...     | Clean Slate/Epic Records     |
| 2020 | Fetch the Bolt Cutters | Epic Records                 |

### Álbumes en directo
| Año  | Álbum                          | Sello  |
| ---- | ------------------------------ | ------ |
| 2006 | iTunes Originals – Fiona Apple | iTunes |

### Álbumes en colaboración
| Año  | Álbum               | Sello         |
| ---- | ------------------- | ------------- |
| 2005 | Watkins Family Hour | Thirty Tigers |

### Sencillos
| Año  | Sencillo            | Álbum                         |
| ---- | ------------------- | ----------------------------- |
| 1996 | Shadowboxer         | Tidal                         |
| 1997 | Sleep to Dream      | Tidal                         |
| 1997 | The First Taste     | Tidal                         |
| 1997 | Criminal            | Tidal                         |
| 1997 | Never Is a Promise  | Tidal                         |
| 1998 | Across the Universe | Banda sonora de Pleasantville |
| 1999 | Fast As You Can     | When the Pawn...              |
| 2000 | Limp                | When the Pawn...              |
| 2000 | Paper Bag           | When the Pawn...              |
| 2005 | O' Sailor           | Extraordinary Machine         |
| 2005 | Parting Gift        | Extraordinary Machine         |
| 2005 | Not About Love      | Extraordinary Machine         |
| 2006 | Get Him Back        | Extraordinary Machine         |
| 2012 | Every Single Night  | The Idler Wheel...            |
| 2013 | Pure Imagination    | Ninguno                       |
| 2020 | Shameika            | Fetch the Bolt Cutters        |

## Otras contribuciones
- "Across the Universe" (Lennon/McCartney) - Banda sonora de  Pleasantville (1998, Sony), voz principal.
- "Please Send Me Someone to Love" (Percy Mayfield) - Banda sonora de  Pleasantville (1998, Sony), voz principal.
- Magnolia (1999, New Line Cinema) - "instrumentos adicionales y piezas añadidas de música por Jon Brion y Fiona Apple» como viene en los créditos de la película.
- "Bridge over Troubled Water" (Paul Simon) - dueto con Johnny Cash en American IV: The Man Comes Around (2002).
- "Father and Son" (Cat Stevens) - dueto con Johnny Cash en Unearthed (2003).
- "Frosty the Snowman" - de Christmas Calling (2003).
- "I Want You" (Elvis Costello) - versión en directo en VH1's Live for Decades Rock Live!, lanzado como sencillo en iTunes (2006).
- "Sally's Song" (Catherine O'Hara) - de The Nightmare Before Christmas Banda sonoa edición especial (2006).
- "Why Try to Change Me Now" (Cy Coleman) - grabado para el  "Then Was Then and Now Is Now: A Tribute to Cy Coleman" CD/LP.
- "Angel Eyes" - un trozo de la canción está en Largo Film Archivado el 1 de febrero de 2011 en Wayback Machine..
- "Still I" - dueto con Christophe Deluy, escucha un poco en Christophe Deluy's blog .
- "I Walk a Little Faster" (Cy Coleman) - grabado para "The Best Is Yet to Come" CD/LP.
- "Loveless"  (David Garza) - canción disponible en "Dream Delay".
- "Hey Big Dog"  (Margaret Cho) de Cho Dependent (2010).
- "I Can't Wait To Meet You" (Solangie Jimenez, Thomas Cabaniss) - canción disponible en "Hopes & Dreams: The Lullaby Project" (2018)

## Premios y nominaciones

### Premios
| Año  | Premio                                                                           | Categoría                                                  | Trabajo nominado                             | Resultado |
| ---- | -------------------------------------------------------------------------------- | ---------------------------------------------------------- | -------------------------------------------- | --------- |
| 1997 | Billboard Music Video Awards                                                     | Mejor Vídeo de Artista Novel                               | Criminal                                     | Ganador   |
| 1997 | MTV Video Music Awards                                                           | Mejor Artista Novel                                        | Sleep to Dream                               | Ganador   |
| 1997 | VH1 Fashion Awards                                                               | Mejor Artista de Moda                                      | Fiona Apple                                  | Nominado  |
| 1997 | VH1 Fashion Awards                                                               | Mejor Vídeo Musical Estiloso                               | Criminal                                     | Nominado  |
| 1998 | Premio Grammy                                                                    | Mejor Artista Nuevo                                        | Fiona Apple                                  | Nominado  |
| 1998 | Premio Grammy                                                                    | Mejor Canción Rock                                         | Criminal                                     | Nominado  |
| 1998 | Premio Grammy                                                                    | Mejor Canción Rock Vocal Femenina                          | Criminal                                     | Ganador   |
| 1998 | MTV Music Award                                                                  | Mejor Vídeo de Artista Femenina                            | Criminal                                     | Nominado  |
| 1998 | MTV Music Award                                                                  | Mejor Cinematografía                                       | Criminal compartido con Harry Shavides       | Ganador   |
| 2000 | California Area Music Award                                                      | Vocalista Femenina Destacada                               | Fiona Apple                                  | Ganador   |
| 2000 | California Area Music Award                                                      | Compositor Destacado                                       | Fiona Apple                                  | Nominado  |
| 2000 | California Area Music Award                                                      | Álbum Destacado                                            | When the Pawn...                             | Nominado  |
| 2001 | Grammy Awards                                                                    | Mejor Voz de Artista Rock Femenina                         | Paper Bag                                    | Nominado  |
| 2001 | Grammy Awards                                                                    | Mejor Álbum Musical Alternativo                            | When the Pawn...                             | Nominado  |
| 2003 | Grammy Award                                                                     | Mejor Colaboración Country Vocal                           | Bridge Over Troubled Water (con Johnny Cash) | Nominado  |
| 2005 | New Pantheon Award (Mejor Álbum no certificado oro o de menos de 500.000 copias) |                                                            | Extraordinary Machine                        | Nominado  |
| 2006 | Grammy Award                                                                     | Mejor Álbum Vocal Pop                                      | Extraordinary Machine                        | Nominado  |
| 2006 | mtvU Woodie                                                                      | Alumni Award (voto en línea de estudiantes universitarios) | Extraordinary Machine                        | Ganador   |
| 2006 | Esky Music Awards                                                                | Mejor Cantante                                             | Fiona Apple                                  | Ganador   |

### Otros
- 1997 – Apple apareció en la portada de  Rolling Stone después de haber sido nombrada artista el año
- 1997 – Los lectores de los Rolling Stone nombraron «Criminal» Mejor Sencillo del Año y Apple la Mejor Cantante Femenina del año.
- 1999 – MTV: 100 Greatest Videos Ever Made incluyó Criminal en #79.
- 2001 – VH1: 100 Greatest Videos incluyó Criminal en #63.
- 2002 – VH1: 100 Sexiest Artists incluyó a Fiona en #84.
- 2003 – Apple estuvo en el puesto #494 en la lista de los Artistas Pop de los pasados 25 años.
- 2005 – La lista de Blender de "The 500 Greatest Songs Since You Were Born" incluyó Criminal en #71[61]
- 2006 – Tidal está incluido en la obra de Robert Dimery, 1001 Albums You Must Hear Before You Die[62]
- 2007 – VH1: 100 Greatest Songs of the 90s incluyó Criminal en #55[63]
- 2008 – Entertainment Weekly "100 Best Albums of the Last 25 Years" incluyó Tidal en #20